# 일부청구
일부청구(一部請求)는 금전 기타 대체물과 같은 가분적 채권의 일부를 소송상 청구하는 것을 말한다. 명시적 일부청구와 묵시적 일부청구가 있다.

## 일부청구에 관한 본안판결이 확정된 후, 잔부에 대한 추가청구를 할 수 있는가
- 일부청구긍정설
- 일부청구부정설
- 명시설(통설)

## 판례

### 일부청구의 소송물과 기판력
판례는 일부청구임을 명시한 경우에는 일부만이 소송물이 되어 잔부에는 기판력이 미치지 않으나, 일부청구임을 명시하지 않은 경우에는 그 전부가 소송물이 되므로 잔부청구는 기판력에 저촉되어 허용되지 않다는 명시설을 취한다.

### 일부청구의 소송물 명시 여부
반드시 전체 액수를 특정하여 그 중 일부만을 청구하고 나머지에 대한 청구를 유보하는 취지임을 밝혀야 할 필요는 없고, 일부청구하는 손해의 범위를 잔부와 구별하여 그 심리의 범위를 측정할 수 있는 정도의 표시를 하여 전체 손해의 일부로서 우선 청구하고 있는 것임을 밝히는 것으로 충분하다.

### 일부청구시 시효중단의 범위
기판력에 관하여 명시설을 취하면서도 시효중단에 관하여는 명시의 여부를 불문하고 일부에 대해서만 시효중단되고 잔부에 관하여는 시효중단의 효력이 생기지 않는다고 판례는 본다